# Pacco maternità

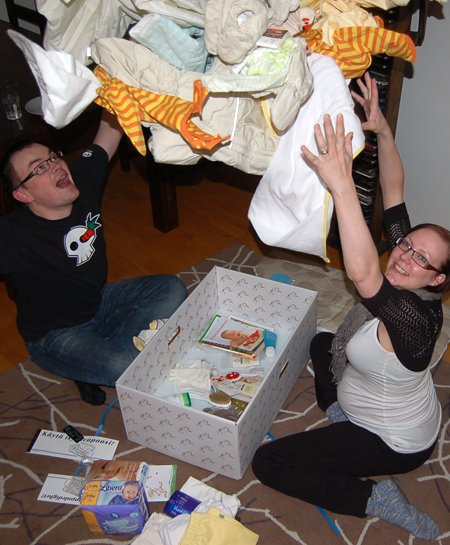
Una coppia finlandese con il loro pacco maternità.

Il pacco maternità (äitiyspakkaus in lingua finlandese) è un kit gratuito fornito dallo stato  a tutte le donne in gravidanza. Inizialmente ideato dallo stato finlandese, si è in seguito esteso ad altre nazioni.
Il kit contiene alcuni oggetti necessari per i primi mesi di vita del bambino. Il servizio è fornito in Finlandia in modo ininterrotto dal 1938 e viene data facoltà alla beneficiaria di scegliere tra il pacco o una somma di denaro (pari a 170,00 Euro, al 2019). Il 95% delle future madri preferisce avere il pacco, avendo questo un valore maggiore.
A partire dal 2017 l'iniziativa è stata imitata dalla Scozia, con una distribuzione prevista di cinquantamila pacchi maternità nell'anno.
Il pacco maternità è utilizzato anche nella provincia canadese dell'Alberta, in Canada e, dal 15 dicembre 2016, a Milano.

## Contenuti
Il contenuto del kit è variato in modo sensibile nel corso del tempo. Al 2024, il pacco contiene: vestiti, sacco a pelo, tutine, lenzuoli, asciugamani, il necessario per l'igiene personale, un libro; anche la stessa scatola fa parte del kit, dal momento che può essere utilizzata come lettino.
I colori dei vestiti sono neutri, in modo da essere indossati indipendentemente dal sesso del nascituro ed essere facilmente abbinabili ad altri vestiti. Fino alla metà degli anni settanta, il colore utilizzato era il bianco.

## Effetti
Secondo gli studi, questo programma di sostegno ha contribuito a diminuire il tasso di mortalità infantile ed è considerato parte integrante della cultura finlandese.